# Latarnie morskie w Kalifornii

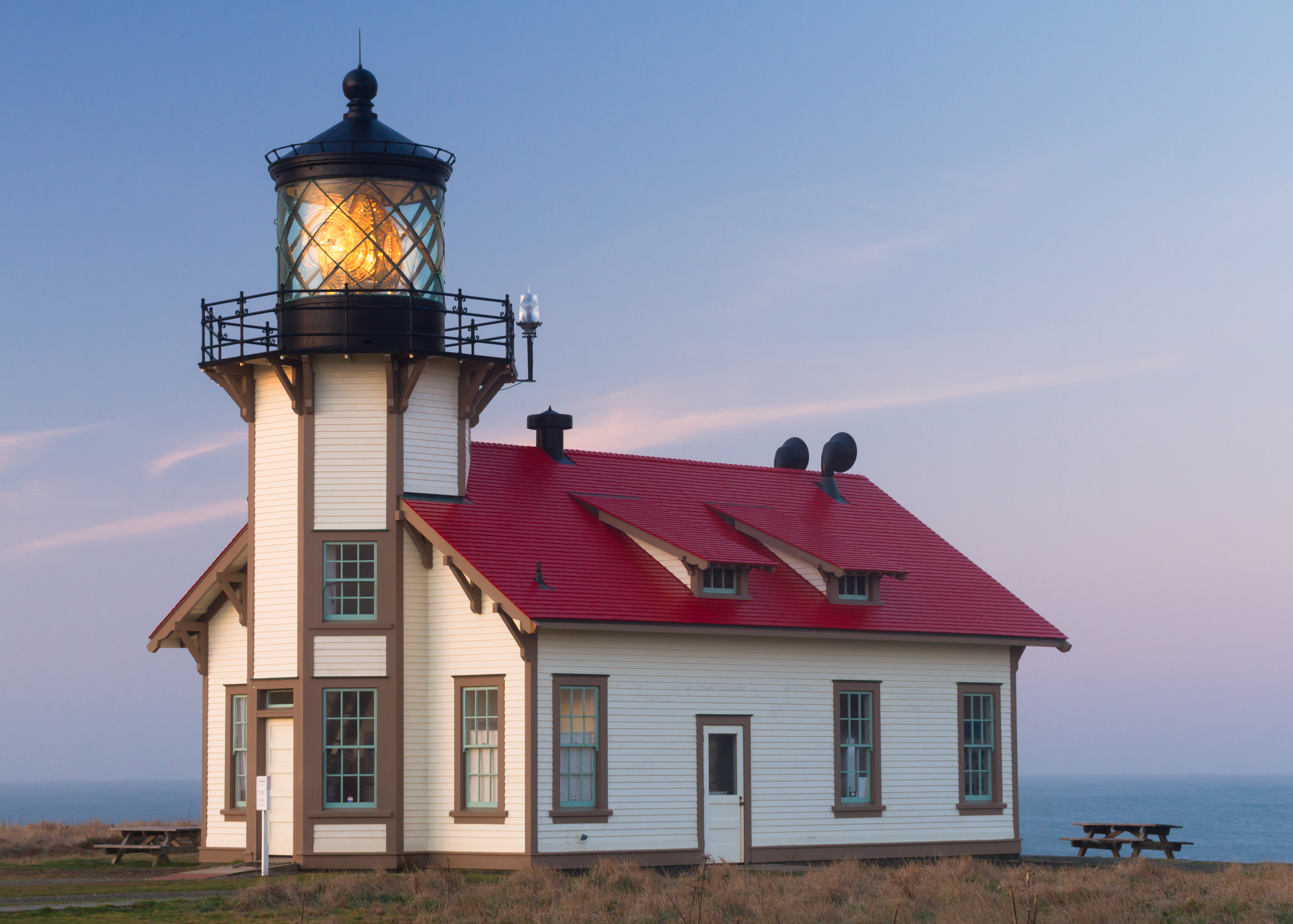
Point Cabrillo Light – przykład architektury typowej dla latarni kalifornijskiego wybrzeża

Latarnie morskie w Kalifornii odgrywały ważną rolę w nawigacji wzdłuż wybrzeża Pacyfiku oraz w Zatoce San Francisco. Ze względu na częstą w tym regionie mgłę, większość latarni wyposażono w rogi mgłowe.
Za obsługę i utrzymanie latarni odpowiadały od 1851 Lighthouse Board i jej cywilna następczyni, założona w 1910 United States Lighthouse Service. W 1939 wszystkie amerykańskie latarnie przekazano w ręce Straży Przybrzeżnej, która ze względu na koszty rozpoczęła proces automatyzacji urządzeń. Najdłużej, bo do 1981 była obsługiwana przez latarnika latarnia Point Bonita Light. 
Ze względu na pojawienie się nowoczesnych systemów nawigacji satelitarnej i radarów dostosowanych do potrzeb żeglugi, latarnie morskie pełnią współcześnie jedynie rolę uzupełniającą i stanowią cel wycieczek turystycznych. Niektóre z nich działają jako pensjonaty typu Bed and Breakfast. Liczne latarnie kalifornijskiego wybrzeża Pacyfiku zostały wpisane na listę National Register of Historic Places i objęte ochroną.
Spośród kalifornijskich latarni wyróżniają się latarnie śródlądowe – Rubicon Point i Sugar Pine Point, służące nawigacji na jeziorze Tahoe w górach Sierra Nevada.

## Historia

### Sytuacja u progu gorączki złota

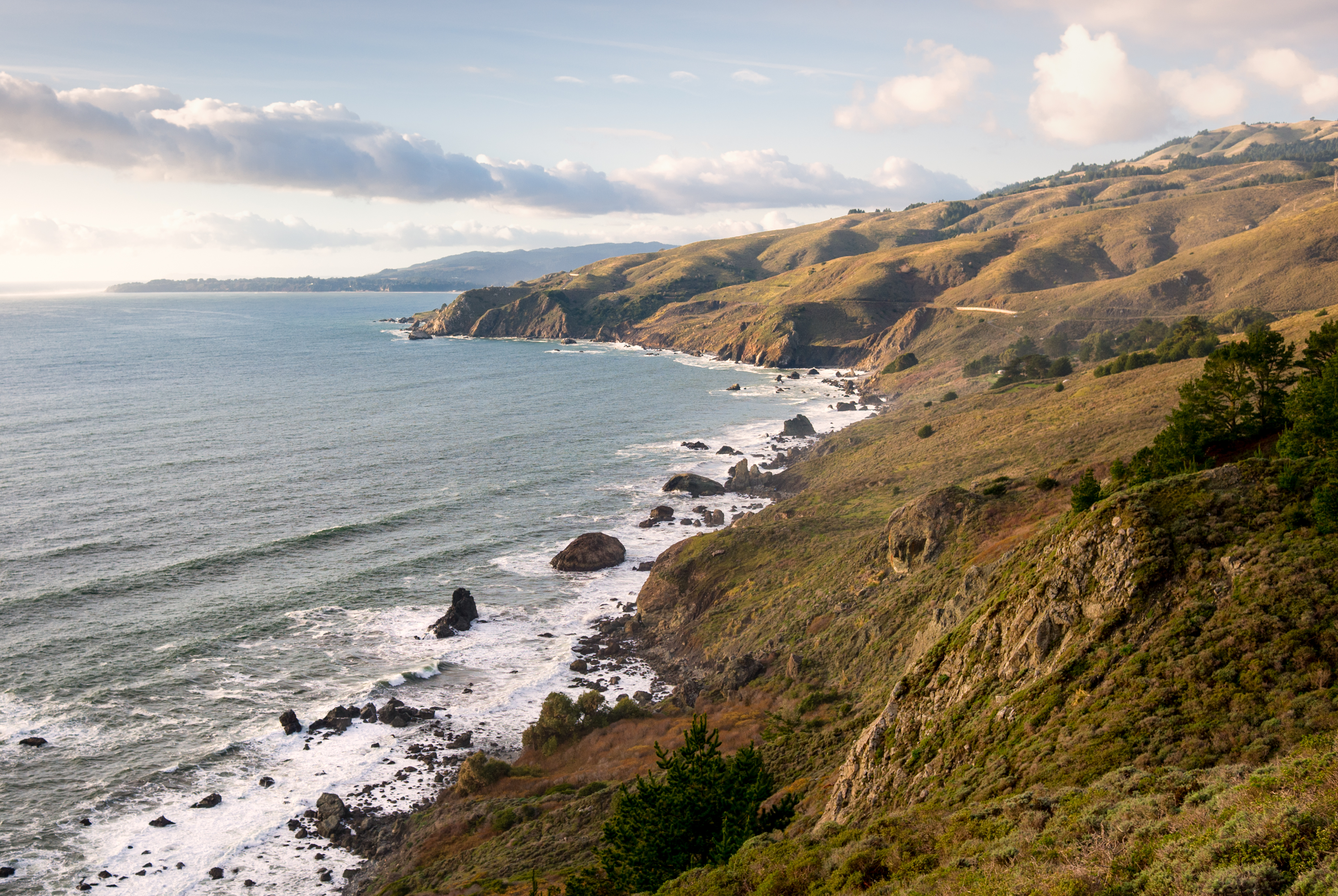
Wybrzeże na północ od San Francisco

W 1848 na mocy traktatu z Guadalupe Hidalgo obecny stan Kalifornia został przyłączony do Stanów Zjednoczonych. W tym samym roku rozpoczęła się gorączka złota, która ściągnęła kilkaset tysięcy ludzi na zachód kontynentu. Alta California, część Nowej Hiszpanii i późniejszego Meksyku nie odgrywała większej roli gospodarczej. Uwieńczone sukcesem poszukiwania złota spowodowały znaczący wzrost żeglugi na pacyficznym wybrzeżu Ameryki. Skaliste wybrzeża Kalifornii były obszarem o wiele bardziej wymagającym od kapitanów niż wybrzeże atlantyckie. Pierwszą latarnię morską na Wschodnim Wybrzeżu (Boston Light) zbudowano już w 1716. W połowie XIX wieku na Zachodnim Wybrzeżu nie było żadnych latarni, które pomagałyby w nawigacji.
Z tego powodu rząd amerykański już w 1848 wysłał zespół geodetów nad Ocean Spokojny. Grupa przygotowała mapy i oceniła możliwe lokalizacje pomocy nawigacyjnych. Poruszający się statkiem mierniczy osobiście doświadczyli zagrożeń czyhających na żeglujących w tym regionie. Geodeci spotkali się także z miejscowymi Indianami, by wysondować, czy mogą stanowić zagrożenie dla budowniczych.
Pod koniec prac zespół przygotował raport, w którym rekomendował budowę szeregu latarni morskich od granicy kanadyjskiej aż po meksykańską. W dokumencie zawarto także listę miejsc, gdzie takie budowle były szczególnie potrzebne: porty, ujścia ważniejszych rzek, skały i rafy. Kongres wybrał 16 miejsc, w których natychmiast miała rozpocząć się budowa latarni morskich wyposażonych w rogi mgielne. Na ten cel przeznaczono 148 000 dolarów, wysoką jak na owe czasy sumę, która jednak szybko okazała się niedoszacowana.

### UtworzenieUnited States Lighthouse Board

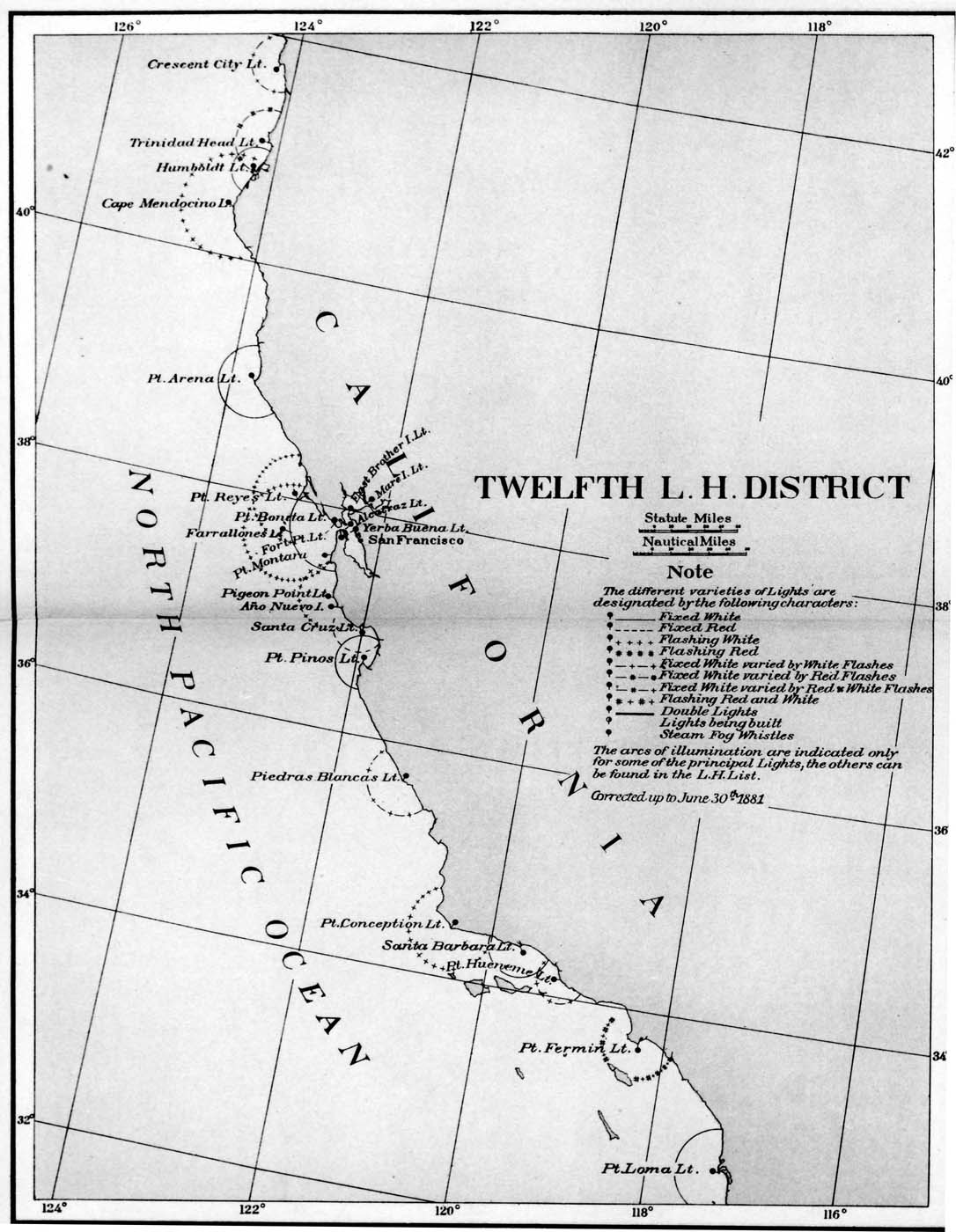
Twelfth L.[ight] H.[ouse] District. Na mapie (wydanie z 1881) zaznaczono wszystkie podówczas istniejące latarnie morskie w Kalifornii

W chwili przyłączenia Kalifornii do Stanów Zjednoczonych do pełnienia nadzoru nad wszystkimi latarniami morskimi został wyznaczony urzędnik Ministerstwa Finansów, Stephen Pleasonton. Wśród historyków uchodzi za „skąpego” nadzorcę, a niewystarczające finansowanie było uznawane za jedną z przyczyn zapóźnień w programie budowy i modernizacji latarni. Ze względu na liczne skargi marynarzy Pleasonton został odwołany z urzędu przez Kongres w 1851, który to powołał w zamian w 1852 dziewięcioosobowe gremium United States Lighthouse Board. W skład nowego organu wchodzili inżynierzy, naukowcy i oficerowie marynarki. Przewodniczącym został kontradmirał William B. Shubrick, a gremium odpowiadało za utrzymanie istniejących i budowę nowych latarni morskich. Jeszcze w tym samym roku rozpoczął się nowy program modernizacyjno-budowlany, obejmujący m.in. latarnie kalifornijskie.
Lighthouse Board zatwierdziła m.in. w październiku 1852 regulamin pracy latarników i podzieliła administracyjnie wybrzeża Stanów Zjednoczonych na 12 dystryktów (Lighthouse Districts). Kalifornia otrzymała ostatni numer. Zlecenie na budowę ośmiu latarni na Zachodnim Wybrzeżu otrzymali Francis A. Gibbons i Francis S. Kelly z Baltimore, którzy zyskali już doświadczenie jako podwykonawcy podczas budów latarni na Wschodnim Wybrzeżu. Umowa opiewała początkowo na 90 000 dolarów. Za te pieniądze przedsiębiorcy zakupili materiały budowlane, zatrudnili rzemieślników i wyczarterowali żaglowiec. W sierpniu 1852 szkuner Oriole wypłynął z Baltimore.

### Budowa pierwszych latarni

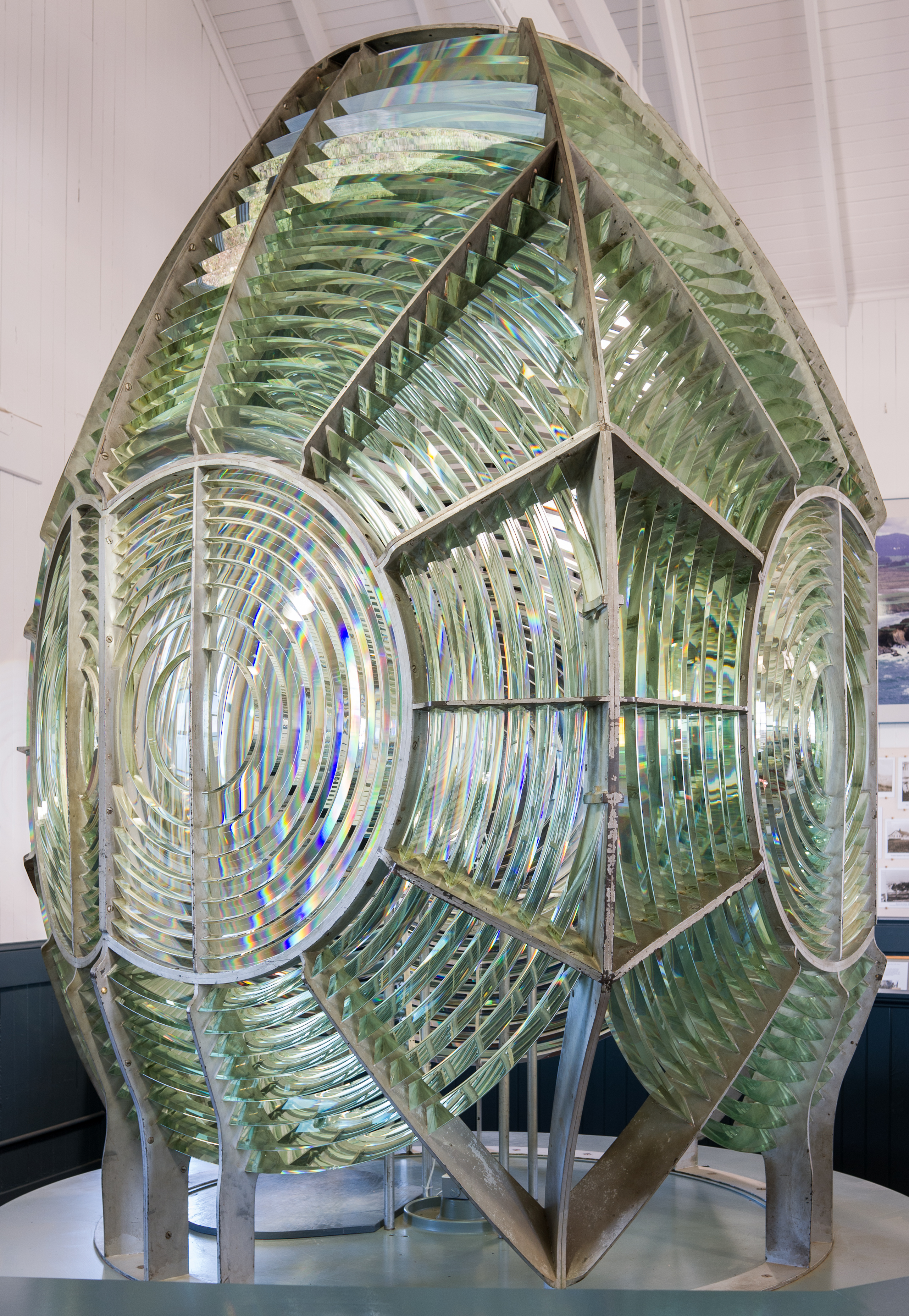
Soczewki Fresnela były wydajniejsze i miały większy zasięg od wcześniej używanych, dlatego ich wprowadzenie wymagało przebudowy latarni lub zbudowania ich od nowa

Niezwłocznie po przybiciu Oriole do portu w San Francisco rozpoczęto prace nad latarnią Alcatraz Island Light. Gibbons i Kelly chcieli prowadzić prace nad kilkoma latarniami równolegle, tak więc po zbudowaniu fundamentu na wyspie Alcatraz wysłali część zespołu do Fort Point i stamtąd do kolejnych miejsc wzdłuż wybrzeża. W ten sposób już po 10 miesiącach od rozpoczęcia prac na Alcatraz cztery latarnie morskie były gotowe. Okazało się jednak, że wydatki przewyższają kosztorys. Władze przyznały dodatkowe 120 000 dolarów na latarnie w Kalifornii i Oregonie, przy czym w dotację tę wkalkulowano także wynagrodzenie 13 latarników i 11 pomocników.
W sierpniu 1853 statek Oriole opuścił San Francisco, by dotrzeć do ujścia Kolumbii w Oregonie, gdzie przy Cape Disappointment miała powstać piąta latarnia Zachodniego Wybrzeża. W pobliżu celu statek wpadł na skały i zatonął. Utracono przy tym materiały warte ok. 10 000 dolarów.
Aby zadośćuczynić umowie, która przewidywała ukończenie prac do 1854, Gibbons i Kelly wyczarterowali w krótkim czasie na wybrzeżu atlantyckim dwa statki, na które załadowano materiały i drogą wokół przylądka Horn wysłano do Kalifornii. Kolejne problemy pojawiły się, kiedy nadeszły produkowane w Europie soczewki Fresnela. Architekci latarni morskich zakładali, że w obiektach będzie zamontowana optyka amerykańskiego konstruktora Winslowa Lewisa. Okazało się, że średnica wież jest niewystarczająca do zamontowania nowoczesnych soczewek Fresnela. Wybudowane już latarnie musiały zostać rozbudowane albo, jak w przypadku latarni Point Conception i Farallon Island, zburzone i zbudowane od nowa.
Mimo tych trudności w sierpniu 1854, rok po zatonięciu Oriole zakończono prace. Ostatnią z latarni morskich wybudowanych w ramach umowy była Point Loma Light. 1 czerwca 1854 Michael Kassin, latarnik na Alcatraz zapalił pierwszą lampę latarni w Kalifornii.

### United States Lighthouse Service

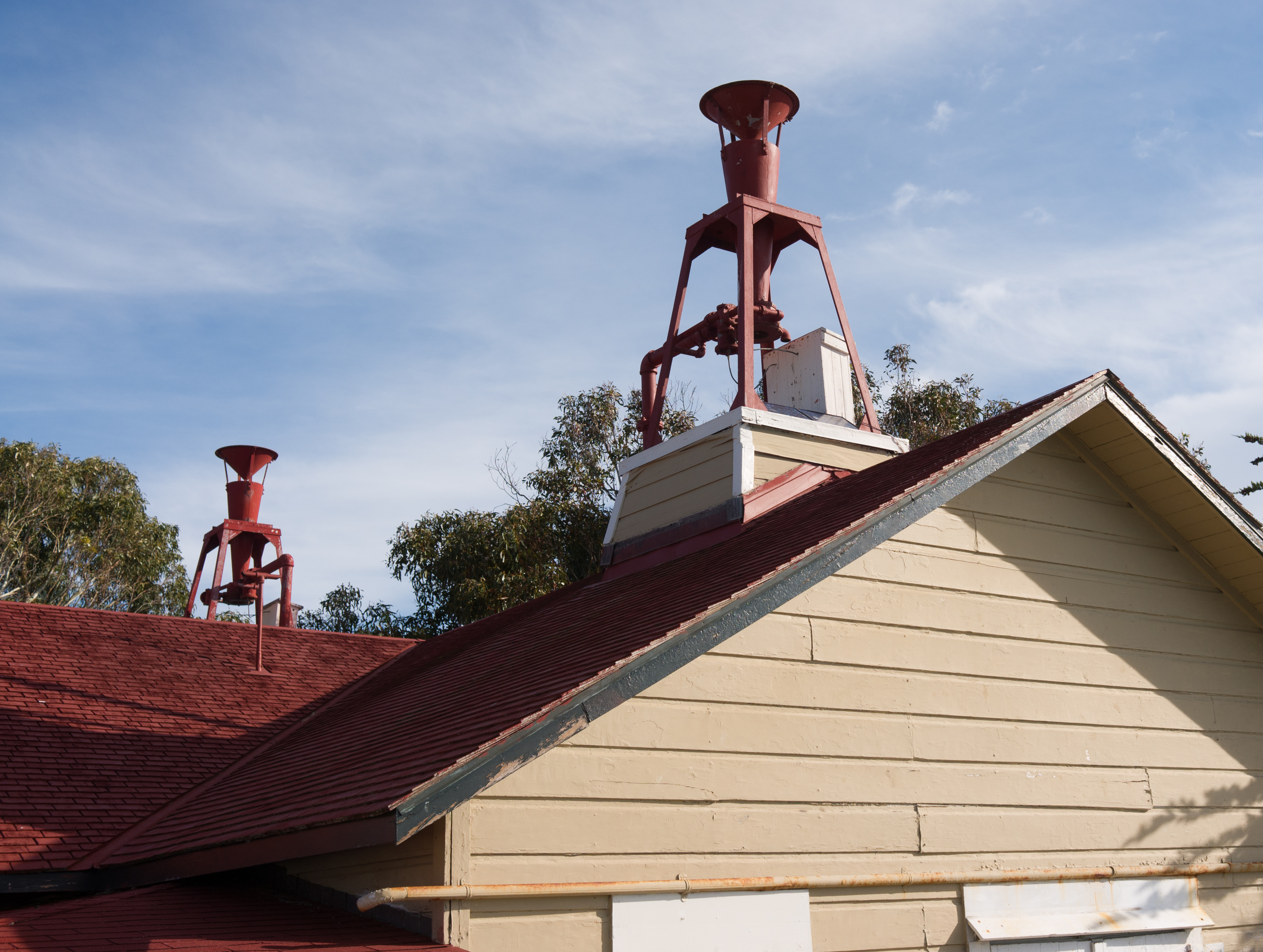
Diafon na dachu budynku pomocniczego latarni East Brother. Diafon był obok elektryfikacji techniczną nowinką, wprowadzoną podczas zarządu cywilnego w ramach United States Lighthouse Service

W roku 1910, niecałe 60 lat po utworzeniu rozwiązano United States Lighthouse Board, a zarząd nad latarniami morskimi przekazano U.S. Bureau of Lighthouses, znanego bardziej pod nazwą United States Lighthouse Service. Dyrektorem nowej instytucji został powołany przez prezydenta Williama Tafta były naczelnik Straży Przybrzeżnej na Filipinach, George R. Putnam. Putnam nie tylko starał się obniżyć koszty obsługi latarń, ale okazał się otwarty na nowinki techniczne. Przez okres swojego urzędowania, które trwało ponad ćwierć wieku, wprowadził liczne ulepszenia, które trwale wpłynęły także na latarnie kalifornijskie.
Od 1912 Putnam wydawał Lighthouse Service Bulletin, okólnik, który przekazywał latarnikom wiadomości o najnowszych osiągnięciach technicznych związanych z latarniami morskimi. W biuletynie publikowano także listy i relacje szczególnie zmotywowanych latarników, co miało na celu poprawienie morale w tym zawodzie. 
W 1915 Putnam rozpoczął instalację wynalezionego w Kanadzie diafonu, rogu mgłowego zasilanego sprężonym powietrzem. Jedną z latarni, która skorzystała z wynalazku była East Brother Light Station (na zdjęciu). Wśród kalifornijskich latarni jest jedyną, na której urządzenie działa nadal. W celach pokazowych dla turystów nautofon jest uruchamiany raz dziennie. 
Elektryfikacja latarni w latach 20. i 30. XX wieku stanowiła znaczący krok w kierunku automatyzacji. Przekaźniki czasowe zapalały i wyłączały żarówki w częstotliwości ustalonej dla danej latarni. Wykorzystanie żarówek zasilanych prądem zdjęło z latarników pracochłonny obowiązek czyszczenia urządzeń optycznych.

### Druga wojna światowa i Straż Przybrzeżna
Franklin D. Roosevelt 1 lipca 1939 roku podporządkował latarnie morskie w całym kraju Straży Przybrzeżnej. Swoją decyzję uzasadniał efektywnością zarządzania, ale przypuszcza się także, iż chciał przekazać zarząd nad latarniami instytucji wojskowej ze względów strategicznych. Po japońskim ataku na Pearl Harbor 7 grudnia 1941 zaciemniono albo nawet wyłączono latarnie morskie na obydwu amerykańskich wybrzeżach. Kiedy w 1942 na plażach na wybrzeżu atlantyckim dwukrotnie pojmano niemieckich sabotażystów, wzmogła się obawa, że również Japończycy mogą dokonać podobnych aktów na Zachodnim Wybrzeżu. Z tego powodu kalifornijskie latarnie, które znajdowały się w sąsiedztwie stanowisk obronnych, jak np. Point Bonita Light i Point Loma Light zostały na czas wojny całkowicie wyłączone. W tym czasie plaż strzegło 24 000 członków Coast Guard Beach Patrol (Patrole Plażowe Straży Przybrzeżnej) i 2000 psów. Niektórzy ze strażników byli w czasie służby zakwaterowani w latarniach morskich, także w Kalifornii.

### Automatyzacja, utrata znaczenia, renowacja i współczesne wykorzystanie

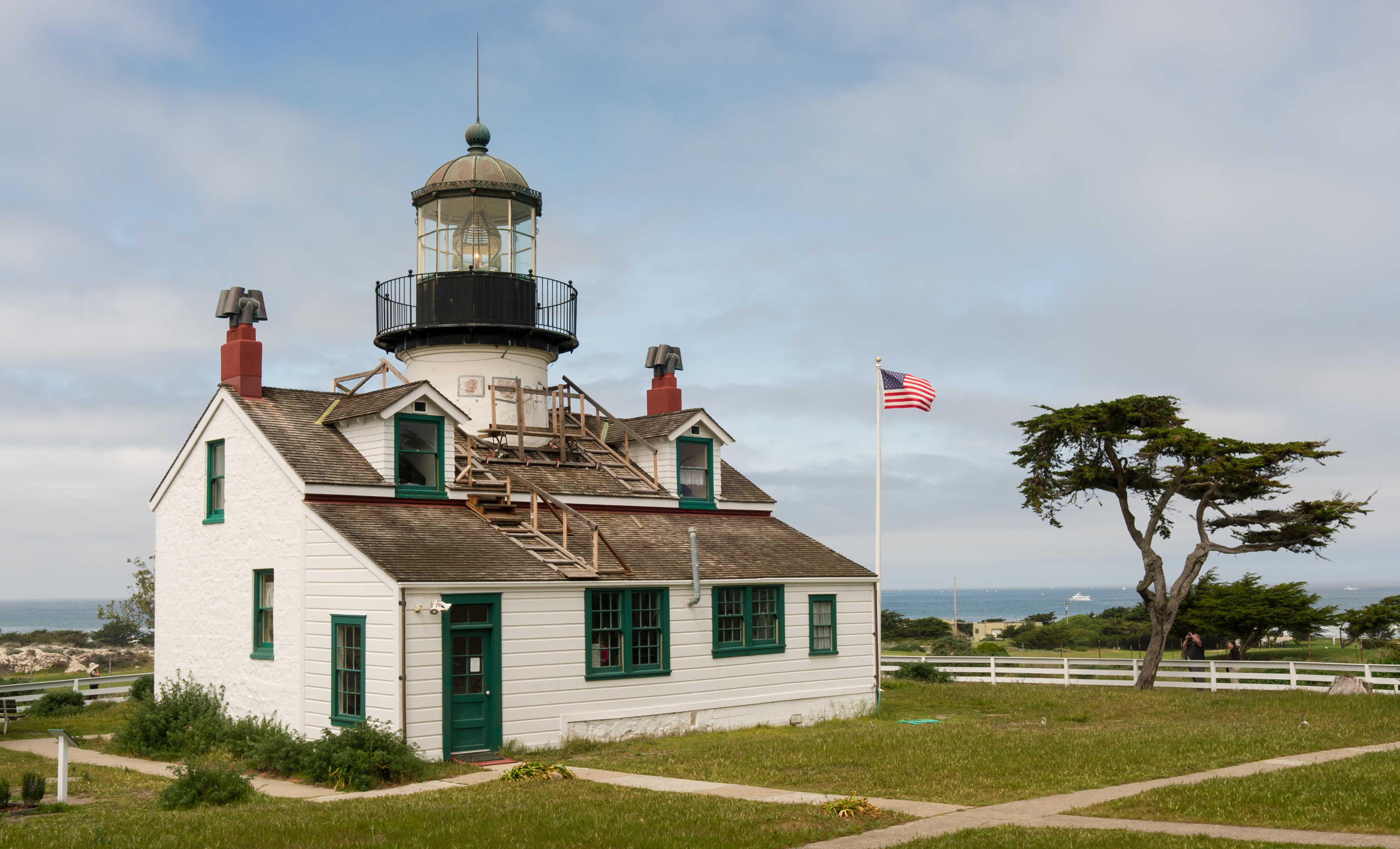
Prace renowacyjne na Point Pinos, najstarszej spośród ciągle pracujących latarni wybrzeża kalifornijskiego (2013)

Już podczas drugiej wojny światowej Straż Przybrzeżna starała się zautomatyzować latarnie morskie. W Kalifornii pierwszą (1947) zautomatyzowaną latarnią była Long Beach Harbor Light. W 1968 rozpoczął się szeroko zakrojony program Lighthouse Automation and Modernization Program (LAMP – Program Automatyzacji i Modernizacji Latarni Morskich), którego celem było wprowadzenie bezobsługowej pracy tych urządzeń. Program trwał wiele lat, a na wybrzeżu Pacyfiku jako ostatnią zautomatyzowano w 1981 latarnię morską Point Bonita Light. Czujniki elektroniczne sterują sygnałami świetlnymi, a w razie potrzeby uruchamiają rogi mgłowe. 
Automatyzacja pociągnęła za sobą pogorszenie stanu budynków i urządzeń. Za ich regularną konserwację odpowiadali dotąd latarnicy. Pozbawione mieszkańców budynki były narażone na skutki kaprysów pogody, a niekiedy także na wandalizm. Brak konserwacji szczególnie zaszkodził budynkom zbudowanym z drewna, np. Point Fermin, East Brother Light Station czy Point Pinos Light. Dzięki oddolnym inicjatywom i często też wsparciu władz krajowych (California Department of Parks and Recreation) na przełomie XX i XXI wieku odrestaurowano większość z nich. Kalifornijskie latarnie morskie stały się popularnym celem wycieczek, a niektóre z nich, jak np. Point Montara i East Brother oferują nocleg jako hostele lub pensjonaty. W innych (Point Arena Light, Point Pinos Light, Battery Point Light, Point Cabrillo Light, Old Point Loma) urządzono muzea.

## Życie latarników i ich praca

### Codzienna praca

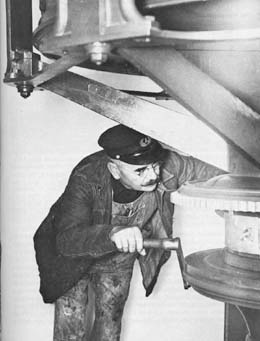
Latarnik nakręcający mechanizm obracający soczewką Fresnela (ok. 1890)

Latarnik pracował zarówno w nocy, jak i za dnia. Do obowiązków nocnych należało pilnowanie światła. W ciągu dnia latarnicy zajmowali się konserwacją i czyszczeniem budynku i jego wyposażenia. Ci, którzy pracowali w latarniach wyposażonych w nautofon, musieli prócz tego uzupełniać węgiel do kotła parowego. 
Latarnie morskie były w Kalifornii zwyczajowo obsadzone przynajmniej przez dwóch latarników, głównego (ang. head keeper) i jego pomocnika (ang. assistant keeper). Harmonogram dnia był ustalony w instrukcji służbowej (Instructions to Light-Keepers), a służba nocna była dzielona na dwie zmiany. Pomocnik z reguły obejmował pierwszą zmianę, która trwała od zachodu słońca do około północy. Najpierw czyścił soczewkę i uzupełniał olej w lampie oraz skracał albo wymieniał knot (ang. wick). Od angielskiej nazwy knota latarnicy nazywali siebie żartobliwie jako wickies („knociarze”). Następnie nakręcano mechanizm podobny do zegarowego, który poruszał soczewką wokół jej poziomej osi. W zależności od latarni wymagało to nawet dwudziestominutowego kręcenia korbą (patrz zdjęcie). Potem latarnik zapalał światło i przenosił się na resztę zmiany do położonej przeważnie piętro niżej wartowni (watchroom). Około północy pomocnika zmieniał główny latarnik, który po nadejściu poranka polerował miedziane i mosiężne elementy urządzeń i odkurzał optykę. Czynności te wykonywał w specjalnych lnianych butach, które zapobiegały przypadkowemu zarysowaniu soczewek. Po zakończeniu bieżącej konserwacji latarnik zaciągał zasłony chroniące urządzenia optyczne przed światłem słonecznym.
W sąsiedztwie latarni morskich znajdował się jeden lub więcej budynków mieszkalnych, szopa na olej i inne paliwa, a w niektórych przypadkach osobny budynek wyposażony w nautofon. Niekiedy zdarzały się instalacje do gromadzenia deszczówki. Sprzątanie i konserwację przeprowadzano w ciągu dnia.

### Samotność

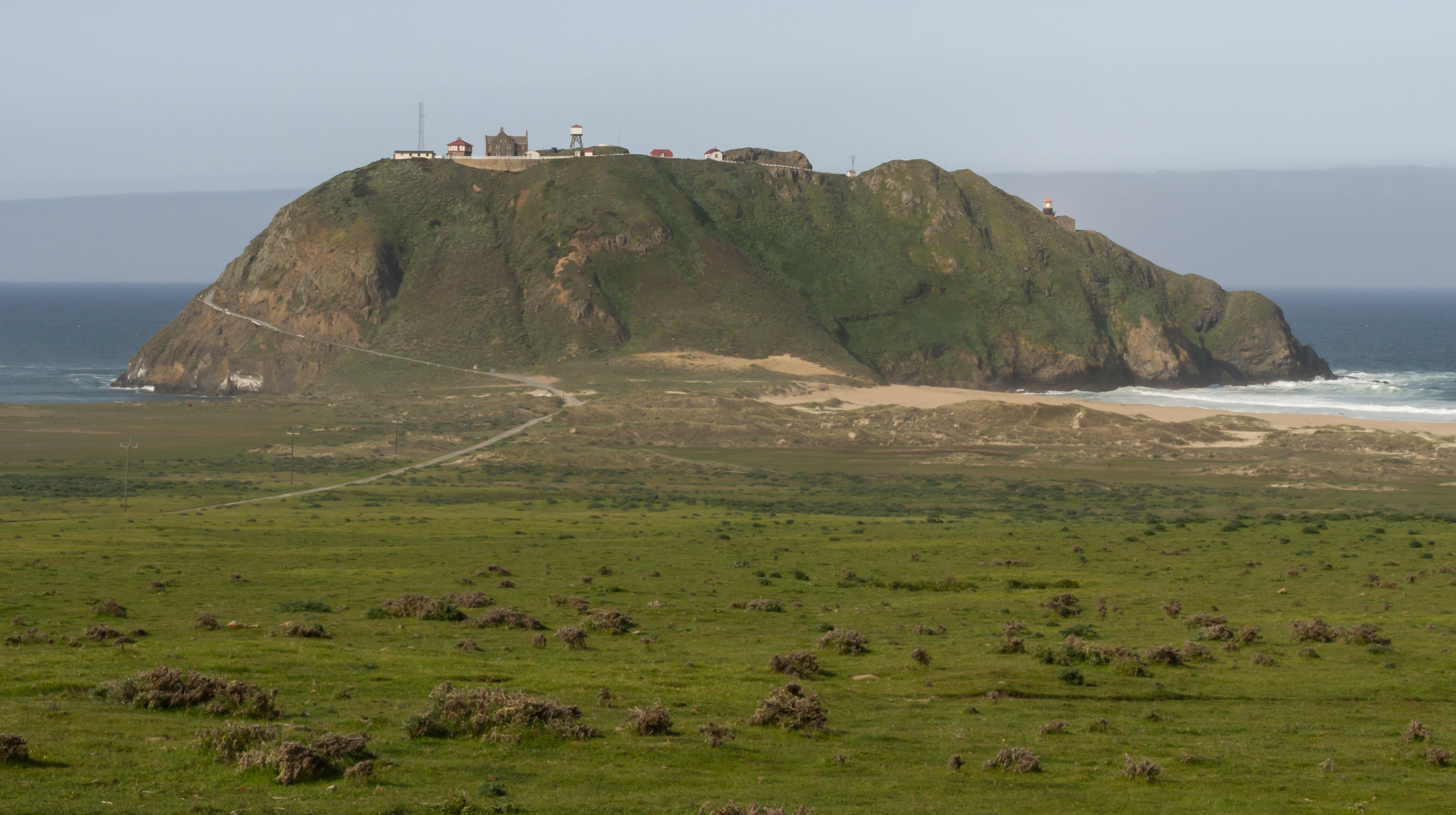
Latarnia morska Point Sur znajduje się na wysokiej skale ponad oceanem. Podczas jesiennych i zimowych sztormów łąki otaczające skałę były podtapiane, a latarnia odcięta od świata zewnętrznego.

Życie latarnika cechowała samotność, a pracę – monotonia. Większość z kalifornijskich latarni morskich była położona na odludziach, a na niektóre z nich, np. Farallon Island i St. George Reef Light można było dostać się jedynie łodzią. Latarnia Punta Gorda, ze względu na niedostępność była znana jako „Alcatraz latarń”, od nazwy znanego więzienia.
W licznych przypadkach jedynym kontaktem ze światem zewnętrznym były statki z zaopatrzeniem i regularne wizyty inspektorów (lighthouse inspectors). Nawet w przypadku latarń położonych na stałym lądzie proste czynności, jak np. odbiór poczty, nastręczały spore trudności. Dla przykładu: latarnik z Point Sur, by odebrać przesyłki musiał zejść ze stromej skały i następnie pokonać długą drogę do miejsca przy szosie (obecnie California State Route 1), gdzie listonosz pozostawiał pocztę. Przy złej pogodzie był odcięty od stałego lądu i nie mógł odebrać dostawy aż do ustąpienia sztormu. Znany jest przypadek, gdy indyk zamówiony przez tamtejszego latarnika na Święto Dziękczynienia dotarł wiele dni po uroczystości, już zepsuty.
Ciągłe życie w izolacji sprzyjało powstawaniu napięć między latarnikami. W 1888 John C. Ryan został głównym latarnikiem w latarni Point Reyes. Okazało się, że latarnia jest zapuszczona i podjął się organizacji obowiązków na nowo. To doprowadziło do kłótni z pomocnikiem, wskutek której Ryan został zwolniony ze służby. Inny latarnik z tego samego miejsca był alkoholikiem i został oskarżony o picie alkoholu służącego do czyszczenia urządzeń optycznych. Nadużywanie alkoholu przez niektórych latarników było tak palącym problemem, że już szósty spośród 310 przepisów regulaminu General Instructions to all Light-Keepers stanowił, że ci, którzy podczas pracy będą przyłapani w stanie nietrzeźwym, będą zawieszeni w służbie.
By złagodzić trudy życia w samotności i polepszyć zaopatrzenie w żywność, Lighthouse Board zachęcała latarników i ich rodziny do zakładania ogródków warzywnych. W 1876 zorganizowano system dystrybucji, poprzez który rozsyłano zestawy książek i czasopism dla latarników. Dla urozmaicenia poszczególne zestawy były przekazywane od latarni do latarni. W całych Stanach Zjednoczonych w 1912 roku było w obiegu 351 takich zestawów.

### Niebezpieczeństwa
Kalifornijscy latarnicy i ich rodziny byli narażeni na niebezpieczeństwa. Wyzwaniem było czasami nawet samo dotarcie do latarni albo jej opuszczenie. Do najniebezpieczniejszych stanowisk pracy należała latarnia na Wyspach Farallońskich, na wysokości San Francisco. By tam dotrzeć, trzeba było dobić do urwisk wulkanicznej wyspy, skąd pasażerowie i zaopatrzenie byli wciągani małym dźwigiem na ląd. Tam wsiadali do wagoniku zaprzężonego do muła, który wciągał transport w górę do latarni.
Latarnicy byli zobowiązani brać udział w morskich akcjach ratowniczych w sąsiedztwie. Często ryzykowali własnym życiem. Po Wielkanocy w 1896 na wysokości latarni Point Bonita wywróciła się żaglówka. Latarnik George D. Cobb mimo sztormu spuścił łódź na wodę i powiosłował do poszkodowanych. Dwóch z nich udało się uratować bezpośrednio z żaglówki, trzeci, który w międzyczasie uderzył w klify, został wyciągnięty z wody. Za zakończoną pełnym powodzeniem akcję i swoją odwagę latarnik został uhonorowany medalem.

### Kobiety-latarniczki

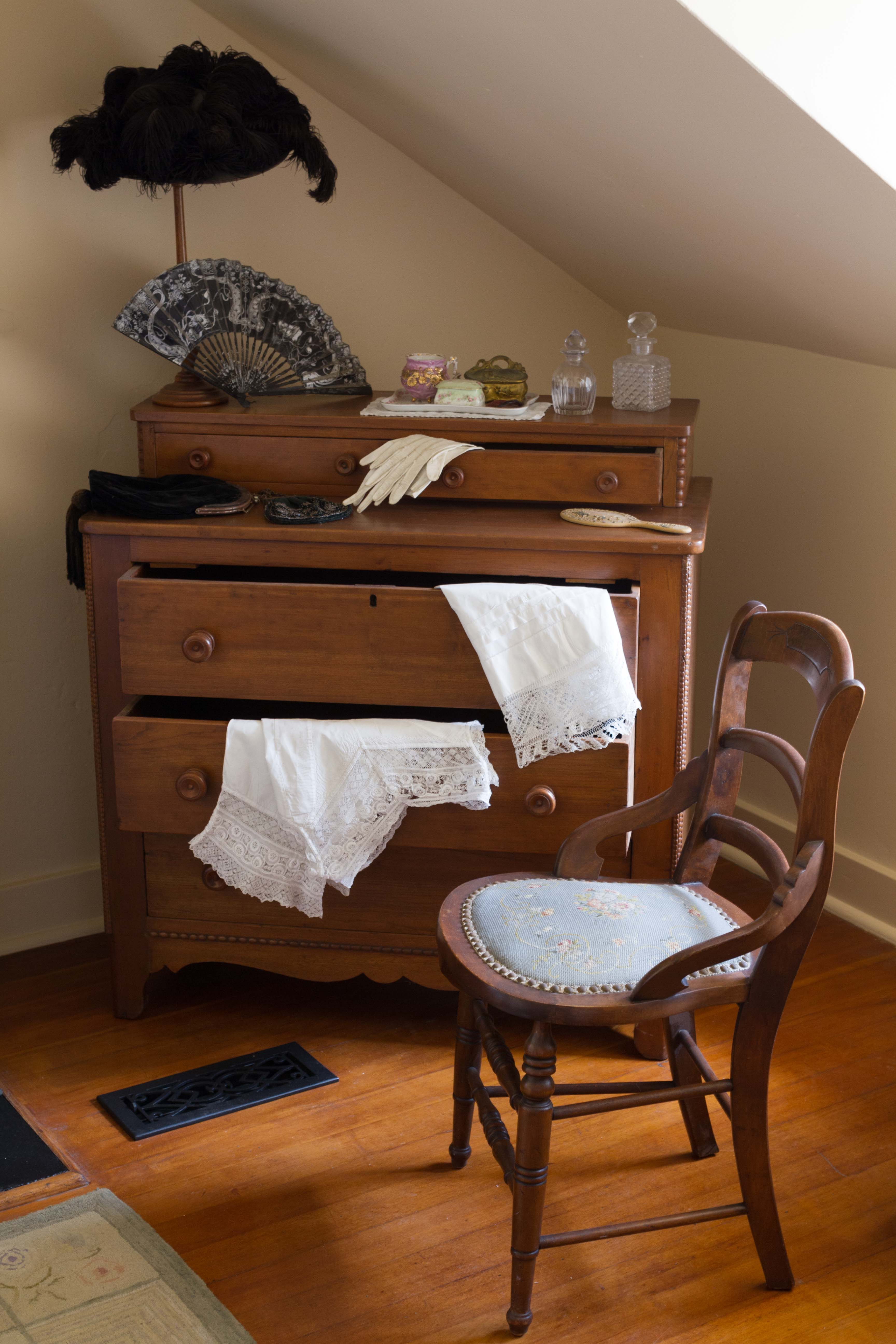
Sypialnia latarnika w latarni Point Pinos. Wyposażenie i ubrania były własnością Emily Fish.

Choć tradycyjnie zawód latarnika jest uznawany za męską profesję, to w kalifornijskich latarniach morskich służbę pełniło wiele kobiet.
Pierwszą z nich, oficjalnie zatrudnioną przez Lighthouse Board jako latarniczka, była Charlotte Layton. Przybyła wraz z mężem, Charlesem w 1855 do Pacific Grove w Zatoce Monterey, by objąć nowo wybudowaną latarnię Point Pinos. Mąż został zastrzelony kilka miesięcy później podczas pościgu za zabójcą. Stanowisko głównego latarnika zajęła wtedy jego żona Charlotte, z uposażeniem 1000 dolarów rocznie. Zatrudniono nowego pomocnika latarnika, George’a Harrisa. Podwładny otrzymywał 800 dolarów. Layton została zatrudniona jako latarniczka przypuszczalnie dlatego, że w czasie gorączki złota mężczyźni preferowali poszukiwanie drogocennego kruszcu, co otwierało możliwości zatrudnienia dla kobiet. W 1860 Charlotte Layton wyszła za mąż za swojego pomocnika. Choć w tamtych czasach zdarzało się, że kobieta była przełożoną mężczyzny, to po ślubie wymienili się stanowiskami i głównym latarnikiem został George Harris.
Jedną z naśladowczyń Charlotte Layton była Emily Fish, także obsługująca latarnię Point Pinos. Fish objęła posadę w 1893. Zyskała miano „najsławniejszej latarniczki w Kalifornii”. Na emeryturę odeszła w 1914, po ponaddwudziestoletniej służbie. W literaturze określano ją także jako "socialite keeper" (połączenie słów określających osobę organizującą życie towarzyskie i latarnika). Wraz ze swoim chińskim służącym Que przyjmowała licznych gości i zadbała o piękny wystrój wnętrza latarni Point Pinos – swojego miejsca pracy – w cenne meble, porcelanę, srebra i oprawione w skórę książki. 
Dokumenty wspominają o jeszcze innych latarniczkach w Kalifornii, m.in. Juliet Nichols w Angel Island Light i Thelmie Austin w Point Fermin Light.

## Lista latarni morskich i nadjeziornych
Uwaga: soczewki Fresnela są skategoryzowane według rzędu.
| Nazwa (wsółrzędne geograficzne)                                                   | Oddana do użytku                                      | Pierwotna optyka                  | Auto- maty- zacja | Status                                    | Charakterystyka światła                        | Zdjęcie                                           | Ciekawostki |
| --------------------------------------------------------------------------------- | ----------------------------------------------------- | --------------------------------- | ----------------- | ----------------------------------------- | ---------------------------------------------- | ------------------------------------------------- | --- |
| Old Point Loma (32°40′18″N 117°14′27″W/32,671667 -117,240833)                     | 1855                                                  | soczewka Fresnela III rzędu       |                   | wyłączona 1891                            |                                                |                                                   | Latarnia została wpisana w 1974 do National Register of Historic Places. Służy jako muzeum. |
| Point Loma (32°39′55″N 117°14′33″W/32,665278 -117,242500)                         | 1891                                                  | soczewka Fresnela III rzędu       | 1973              | działająca                                | biały błysk co 15 sekund                       |                                                   | |
| Ballast Point (32°41′11″N 117°13′57″W/32,686389 -117,232500)                      | 1890                                                  | soczewka Fresnela V rzędu         |                   | wyłączona 1960                            |                                                |                                                   | Latarnia została w 1960 wyłączona i zburzona. |
| Long Beach (33°43′23″N 118°11′12″W/33,723056 -118,186667)                         | 1949                                                  |                                   |                   | działająca                                | biały błysk co 5 sekund                        |                                                   | Ze względu na futurystyczny wygląd potocznie nazywana „Latarnią Robot“ (Robot Light) |
| Los Angeles Harbor (33°42′30″N 118°15′05″W/33,708333 -118,251389)                 | 1913                                                  | soczewka Fresnela IV rzędu        | 1971              | działająca                                | zielony błysk co 15 sekund                     |                                                   | |
| Point Fermin (33°42′19″N 118°17′37″W/33,705278 -118,293611)                       | 1874                                                  | soczewka Fresnela IV rzędu        |                   | wyłączona 1942                            |                                                |                                                   | Po odnowieniu pełni rolę muzeum. |
| Point Vicente (33°44′31″N 118°24′39″W/33,741944 -118,410833)                      | 1926                                                  | soczewka Fresnela III rzędu       | 1973              | działająca                                | 2 białe błyski co 20 s                         |                                                   | Latarnia została wpisana w 1979 na listę zabytków |
| Point Hueneme (34°08′43″N 119°12′36″W/34,145278 -119,210000)                      | 1941 (w obecnym kształcie)                            | soczewka Fresnela IV rzędu        | 1972              | działająca                                | biały błysk                                    |                                                   | Oryginalna latarnia z 1874 została w 1941 przebudowana na budynek w stylu Art déco. |
| Anacapa Island (34°00′57″N 119°21′34″W/34,015833 -119,359444)                     | 1932 (obecny budynek)                                 | soczewka Fresnela III rzędu       | 1968              | działająca                                | dwa białe błyski z przerwą 15 s i okresem 60 s |                                                   | Latarnia została zbudowana w 1912, ale w 1932 zyskała nową wieżę, wpisaną 1991 do National Register of Historic Places |
| Santa Barbara (34°23′47″N 119°43′21″W/34,396389 -119,722500)                      | 1935                                                  | soczewka Fresnela IV rzędu        |                   | działająca                                |                                                |                                                   | Oryginalna latarnia z 1856 (na zdjęciu) została zniszczona w 1925 podczas trzęsienia ziemi. |
| Point Conception (34°26′56″N 120°28′15″W/34,448889 -120,470833)                   | 1882 (obecna)                                         | soczewka Fresnela I rzędu         | 1973              | działająca                                | biały błysk co 30 s                            |                                                   | Niecały rok po wybudowaniu latarnia została poważnie uszkodzona przez trzęsienie Fort-Tejon i zbudowana od nowa w innym miejscu. |
| Point Arguello (34°34′37″N 120°38′50″W/34,576944 -120,647222)                     | 1901                                                  | soczewka Fresnela IV rzędu        |                   |                                           |                                                |                                                   | W 1911, ze względu na erozję latarnia została zastąpiona stalową konstrukcją (ilustracja), która z kolei ustąpiła miejsca nowoczesnemu buczkowi mgłowemu z radiolatarnią. |
| Point San Luis (35°09′36″N 120°45′36″W/35,160000 -120,760000)                     | 1890                                                  | soczewka Fresnela IV rzędu        | 1969              | działająca                                | czerwone i białe błyski naprzemiennie co 30 s  |                                                   | Jedyny zachowany budynek latarni morskiej na Zachodnim Wybrzeżu w stylu Prairie School-wiktoriańskim. |
| Piedras Blancas (35°39′56″N 121°17′04″W/35,665556 -121,284444                     | 1875                                                  | soczewka Fresnela I rzędu         | 1975              | działająca                                | biały błysk co 10 sekund                       |                                                   | Latarnia została w 1991 wpisana do National Register of Historic Places |
| Point Sur (36°18′18″N 121°53′55″W/36,305000 -121,898611)                          | 1889                                                  | soczewka Fresnela I rzędu         | 1972              | działająca                                | biały błysk co 15 sekund                       |                                                   | Latarnia została wpisana w 1991 na listę zabytków. |
| Point Pinos (36°38′00″N 121°56′01″W/36,633333 -121,933611)                        | 1855                                                  | soczewka Fresnela III rzędu       | 1975              | działająca                                |                                                |                                                   | Najstarsza działająca bez przerwy latarnia na Zachodnim Wybrzeżu, z zachowaną oryginalną optyką. Latarnia znajduje się w środku pola golfowego. |
| Santa Cruz (36°57′05″N 122°01′36″W/36,951389 -122,026667)                         | 1869                                                  | Soczewka Fresnela V rzędu         |                   | wyłączona 1941                            |                                                |                                                   | W budynku mieści się Santa Cruz Surfing Museum. |
| Pigeon Point (37°10′54″N 122°23′38″W/37,181667 -122,393889)                       | 1872                                                  | Soczewka Fresnela I rzędu         | 1974              | działająca                                | biały błysk co 10 s                            |                                                   | Od połowy lat 60. XX wieku budynki są wykorzystywane jako schronisko młodzieżowe. |
| Point Montara (37°32′10″N 122°31′08″W/37,536111 -122,518889)                      | 1928 (nowa wieża)                                     | Soczewka Fresnela IV rzędu        | 1970              | działająca                                | biały błysk co 5 s                             |                                                   | Pierwsza latarnia Point Montara została wybudowana w 1875. Na jej miejscu wzniesiono w 1928 zdemontonowaną i przewiezioną ze Wschodniego Wybrzeża latarnią morską Mayo Beach. Latarnia została w 1991 wpisana na listę zabytków, a w 2001 służyła jako miejsce akcji filmu Włamanie na śniadanie. W latarni mieści się schronisko młodzieżowe. |
| Farallon Island (37°41′57″N 123°00′07″W/37,699167 -123,001944)                    | 1855                                                  | soczewka Fresnela I rzędu         | 1979              | działająca                                | białe błyski co 15 s                           |                                                   | |
| Mile Rocks (37°47′34″N 122°30′37″W/37,792778 -122,510278)                         | 1906                                                  |                                   | 1966              | działająca                                |                                                | verweis=Commons:Category:Mile Rocks Lighthouse    | Mile Rocks jest stalowo-betonową konstrukcją, posadowioną na skale przed mostem Golden Gate. Pierwotny budynek został zburzony podczas automatyzacji w 1966. |
| Fort Point (37°48′38″N 122°28′38″W/37,810556 -122,477222)                         | 1855                                                  | soczewka Fresnela IV rzędu        |                   | wyłączona 1934                            |                                                |                                                   | Latarnia w 1937 znalazła się dokładnie pod mostem Golden Gate (zdjęcie). |
| Lime Point (37°49′32″N 122°28′42″W/37,825556 -122,478333)                         | od 1883 jako nautofon, rozbu- dowana w 1900 o laternę | soczewka 300 mm                   | 1961              | działająca                                |                                                |                                                   | W 1959 miał miejsce napad na dwóch funkcjonariuszy Straży Przybrzeżnej, przypuszczalnie jedyny w historii na latarnię morską. Budynek mieszczący nautofon jest jedynym takim w Kalifornii zachowanym w oryginalnym stanie. |
| Alcatraz Island (37°49′34″N 122°25′20″W/37,826111 -122,422222)                    | 1854                                                  | soczewka Fresnela III rzędu       | 1963              | działająca                                | biały błysk co 5 s                             |                                                   | Najstarsza latarnia morska na zachodnim wybrzeżu Stanów Zjednoczonych. Pierwotna konstrukcja została poważnie uszkodzona podczas trzęsienia ziemi w San Francisco w 1906. Na jej miejscu zbudowano inną latarnię. W 2000 została udostępniona zwiedzającym jako muzeum.                                                                        |
| Yerba Buena Island (37°48′26″N 122°21′45″W/37,807222 -122,362500)                 | 1875                                                  | soczewka Fresnela V rzędu         | 1958              | działająca                                |                                                |                                                   | Dawny dom latarnika służy jako kwatera komendanta (District Commander) Straży Przybrzeżnej, przez co wstęp jest zabroniony. |
| East Brother (37°57′47″N 122°26′00″W/37,963056 -122,433333)                       | 1874                                                  | soczewka Fresnela IV rzędu        | 1969              | działająca                                |                                                |                                                   | Zbudowany w wiktoriańskim stylu budynek został wpisany w 1971 na listę National Register of Historic Places. Urządzono w nim pensjonat. |
| Point Diablo (37°49′12″N 122°29′59″W/37,820000 -122,499722)                       | 1923                                                  |                                   |                   |                                           |                                                |                                                   | Point Diablo jest niewielkim budynkiem na urwistym brzegu. Latarnia jest dostępna tylko schodami od strony oceanu i przez pewien czas była sterowana z latarni Lime Point. |
| Point Bonita (37°48′56″N 122°31′47″W/37,815556 -122,529722)                       | 1855, od 1877 w obecnym miejscu                       | soczewka Fresnela II rzędu (1877) | 1981              | działająca                                |                                                |                                                   | Latarnia Point Bonita była zautomatyzowana w Kalifornii jako ostatnia. Dojście prowadzi przez most, stylizowany w kształcie na Golden Gate Bridge. |
| Point Reyes (37°59′45″N 123°01′23″W/37,995833 -123,023056)                        | 1870                                                  | soczewka Fresnela I rzędu         | 1975              | działająca                                |                                                |                                                   | Miejsce, w którym powstała słynie z najsilniejszych wiatrów na pacyficznym wybrzeżu Ameryki, zaś prawdopodobieństwo wystąpienia mgły stawia je na drugim miejscu w Ameryce Północnej. Latarnia została w 1991 wpisana do National Register of Historic Places i była miejscem akcji filmu Mgła.                                                |
| Point Arena (38°57′17″N 123°44′26″W/38,954722 -123,740556)                        | 1870, 1908 (w obecnej postaci)                        | soczewka Fresnela I rzędu         | 1977              | działająca                                |                                                |                                                   | Pierwszy budynek został zburzony przez trzęsienie ziemi w 1906. Nowy wybudowano dwa lata później. |
| Point Cabrillo (39°20′55″N 123°49′34″W/39,348611 -123,826111)                     | 1909                                                  | soczewka Fresnela III rzędu       | 1963              | działająca                                | białe co 10 sekund                             |                                                   | Pierwszym latarnikiem w Point Cabrillo był Bawarczyk, Wilhelm Baumgartner. Od 1991 latarnia znajduje się w rejestrze zabytków. |
| Punta Gorda (40°14′57″N 124°21′01″W/40,249167 -124,350278)                        | 1912                                                  | soczewka Fresnela IV rzędu        |                   | wyłączona 1951                            |                                                |                                                   | Punta Gorda jest znana także, ze względu na położenie na odludziu, jako „Alcatraz latarni morskich“. Na listę zabytków została wpisana w 1976. |
| Cape Mendocino (40°26′24″N 124°24′22″W/40,440000 -124,406111)                     | 1868                                                  | soczewka Fresnela I rzędu         | 1951              | wyłączona 1970                            |                                                |                                                   | |
| Humboldt Harbor (40°46′07″N 124°13′16″W/40,768611 -124,221111)                    | 1856                                                  | soczewka Fresnela IV rzędu        |                   | wyłączona 1892                            |                                                |                                                   | Jej rolę przejęła latarnia morska Table Bluff; zburzona w latach 30. XX wieku |
| Table Bluff (40°41′45″N 124°16′26″W/40,695833 -124,273889)                        | 1892                                                  | soczewka Fresnela IV rzędu        | 1953              | wyłączona 1961                            |                                                |                                                   | W 1987 latarnię w dwóch częściach przetransportowano do Woodley Island Marina w Eurece. |
| Trinidad Head (41°03′07″N 124°09′05″W/41,051944 -124,151389)                      | 1871                                                  | soczewka Fresnela IV rzędu        | 1974              |                                           |                                                |                                                   | W 1991 latarnia trafiła do rejestru National Register of Historic Places. |
| Battery Point (41°44′38″N 124°12′12″W/41,743889 -124,203333)                      | 1856                                                  | soczewka Fresnela IV rzędu        | 1953              | działająca (wyłączona w latach 1965–1982) | biały błysk co 30 s                            |                                                   | W czasie przypływu dostęp do położonej na wyspie latarni umożliwia most. W latarni urządzono muzeum. |
| St. George Reef (41°50′11″N 124°22′33″W/41,836389 -124,375833)                    | 1892                                                  | soczewka Fresnela I rzędu         |                   | działająca (z przerwą w latach 1975–2012) |                                                |                                                   | Pięciokondygnacyjna latarnia morska została zbudowana na skale 6 mil morskich przed Point St. George. W 1993 latarnia została wpisana do National Register of Historic Places. |
| Rubicon Point (nad jeziorem Tahoe) (38°59′43″N 120°05′48″W/38,995278 -120,096667) | 1916                                                  |                                   |                   | wyłączona w latach 20. lub 30. XX wieku.  |                                                | verweis=Commons:Category:Rubicon Point Lighthouse | Jedyna zachowana latarnia nad jeziorem Tahoe. |
| Sugar Point (nad jeziorem Tahoe)                                                  | po 1921                                               |                                   |                   | wyłączona w 1935                          |                                                |                                                   | Jedna z dwóch latarni wybudowanych nad jeziorem Tahoe. Zburzona po 1935. |